# Río Il
El río Il (del ruso: Иль) es un río del krai de Krasnodar, en el sur de Rusia, afluente por la izquierda del Sujói Aushedz, distributario del Kubán.

## Curso
Nace en los montes Ubinski, en las vertientes septentrionales del Cáucaso occidental y en su curso de 47 km de longitud discurre predominantemente en dirección nordeste-norte, atravesando las localidades de Derbéntskaya, Ilski, Krasni y Novoivánovski, donde desemboca en el embalse Kriukovskoye en el Sujói Aushedz. Del otro lado del embalse se hallan Mijaílovskoye, Ananievski y Lvóvskoye.